# Juego de las Estrellas de la Liga Nacional de Básquet 2014
El Juego de las Estrellas de la Liga Nacional de Básquet tuvo en 2014 su vigésima sexta edición. Se disputó en el Estadio Héctor Etchart, propiedad del Club Ferro Carril Oeste, en Buenos Aires, tras 24 años.
Todos los eventos, exceptuando la final del Torneo de volcadas y el Partido de las estrellas se disputaron el primer día, el 12 de marzo.
En el partido principal, el elenco de los Extranjeros se impuso al elenco Nacional por 126 a 102 e igualó la serie de enfrentamientos en cinco para cada equipo.

## Historia
El 17 de diciembre de 1990 se disputó el último Juego de las Estrellas en Buenos Aires. Fue en el Luna Park, donde el Equipo Blanco derrotó al Equipo Rojo 104 a 88. En aquella edición, Julio Ariel Rodríguez fue elegido como MVP en un partido que también contó con Héctor "Pichi" Campana y Marcelo Milanesio entre otros.

## Juego de las estrellas
Los dos equipos fueron un combinado de jugadores nacionales (nacidos antes del 31 de diciembre de 1993) y un combinado de jugadores extranjeros, como desde 2010 de manera ininterrumpida, y desde 2004 exceptuando la edición de 2009.
Ambos equipos fueron elegidos por votación en línea.
Para el equipo nacional por cada posición, la organización eligió un jugador por equipo, lo cual dio que por posición había entre dieciséis jugadores elegibles para el elenco, esto da un total de ochenta jugadores elegibles.
Para el equipo de extranjeros hubo un total de veintiséis jugadores, 3 escoltas, 5 aleros, 8 ala pívotes y 10 pívotes. El único base extranjero es el estadounidense Eshaunte Jones de Peñarol, sin embargo, la organización decidió que el técnico pudiese completar el quinteto con cual jugador el quisiese.
En esta edición participaron tres jugadores que ya fueron MVP, Paolo Quinteros, quien fuese en 2005 y 2012, Leonardo Gutiérrez en 2006, y Joshua Pittman en 2003.
| Cinco más votados (9751 votos totales) | Cinco más votados (9751 votos totales) | Cinco más votados (9751 votos totales) | Cinco más votados (9751 votos totales) | Cinco más votados (9751 votos totales) | Cinco más votados (9751 votos totales) |
| Nacionales                             | Nacionales                             | Nacionales                             | Extranjeros                            | Extranjeros                            | Extranjeros                            |
| Jugador                                | Equipo                                 | VT                                     | Jugador                                | Equipo                                 | VT                                     |
| -------------------------------------- | -------------------------------------- | -------------------------------------- | -------------------------------------- | -------------------------------------- | -------------------------------------- |
| Bases                                  | Bases                                  | Bases                                  | Bases                                  | Bases                                  | Bases                                  |
| Facundo Campazzo                       | Peñarol                                | 3.778                                  | No hubo                                | No hubo                                | No hubo                                |
| Phillip Hopson                         | Regatas (C)                            | 2.924                                  | No hubo                                | No hubo                                | No hubo                                |
| Bruno Lábaque                          | Atenas                                 | 237                                    | No hubo                                | No hubo                                | No hubo                                |
| Luis Cequeira                          | Boca Juniors                           | 226                                    | No hubo                                | No hubo                                | No hubo                                |
| Nicolás Ferreyra                       | Estudiantes (C)                        | 218                                    | No hubo                                | No hubo                                | No hubo                                |
| Escoltas                               | Escoltas                               | Escoltas                               | Escoltas                               | Escoltas                               | Escoltas                               |
| Paolo Quinteros                        | Regatas (C)                            | 5.079                                  | Walter Baxley                          | Quilmes                                | 6.913                                  |
| Diego García                           | Libertad (S)                           | 1.378                                  | Isaac Sosa                             | Peñarol                                | 1.451                                  |
| Selem Safar                            | Boca Juniors                           | 1.127                                  | Xavier Silas                           | Quimsa                                 | 964                                    |
| Eduardo Gamboa                         | Estudiantes (C)                        | 317                                    | No hubo                                | No hubo                                | No hubo                                |
| Mariano Byró                           | Sionista                               | 226                                    | No hubo                                | No hubo                                | No hubo                                |
| Aleros                                 | Aleros                                 | Aleros                                 | Aleros                                 | Aleros                                 | Aleros                                 |
| Walter Herrmann                        | Atenas                                 | 5.559                                  | Joshua Pittman                         | Sionista                               | 6.189                                  |
| Adrián Boccia                          | Peñarol                                | 746                                    | Will Graves                            | Libertad                               | 1.247                                  |
| Alexis Elsener                         | Atenas                                 | 476                                    | Lorrenzo Wade Jr.                      | Lanús                                  | 971                                    |
| Franco Giorgetti                       | Peñarol                                | 273                                    | Jesse Pellot                           | Olímpico (LB)                          | 718                                    |
| Juan Cangelosi                         | Argentino (J)                          | 252                                    | Andrew Warren                          | La Unión (Fsa)                         | 521                                    |
| Ala pivotes                            | Ala pivotes                            | Ala pivotes                            | Ala pivotes                            | Ala pivotes                            | Ala pivotes                            |
| Leonardo Gutierrez                     | Peñarol                                | 4.557                                  | Ivory Clark Baxley                     | Weber Bahía                            | 3.916                                  |
| Diego Lo Grippo                        | Libertad (S)                           | 1.170                                  | Ricky Sánchez                          | Regatas (C)                            | 1.490                                  |
| Nicolás Romano                         | Regatas (C)                            | 474                                    | Gary Flowers                           | Boca Juniors                           | 1.140                                  |
| Federico Aguerre                       | Boca Juniors                           | 346                                    | Byron Jhonson                          | Gimnasia Indalo                        | 936                                    |
| Gabriel Mikulas                        | Sionista                               | 299                                    | Marcus Melvin                          | Argentino (J)                          | 781                                    |
| Pivotes                                | Pivotes                                | Pivotes                                | Pivotes                                | Pivotes                                | Pivotes                                |
| Marcos D'Elia                          | Boca Juniors                           | 2.957                                  | Robert Battle                          | Boca Juniors                           | 4.962                                  |
| Martín Leiva                           | Peñarol                                | 2.444                                  | Darren Phillip                         | Quimsa                                 | 1.153                                  |
| Diego Romero                           | Quilmes                                | 898                                    | Ryvon Covile                           | Atenas                                 | 950                                    |
| Fernando Martina                       | Regatas (C)                            | 611                                    | Lee Roberts                            | Estudiantes (C)                        | 624                                    |
| Damián Tintorelli                      | Quimsa                                 | 369                                    | Hakeem Rollins                         | Libertad (S)                           | 499                                    |
| Entrenadores                           | Entrenadores                           | Entrenadores                           | Entrenadores                           | Entrenadores                           | Entrenadores                           |
| Nicolás Casalánguida                   | Regatas (C)                            | 2.903                                  | Sebastián Ginóbili                     | Weber Bahía                            | 1.736                                  |
| Leandro Ramella                        | Quilmes                                | 2.362                                  | Facundo Müller                         | Olímpico                               | 1.643                                  |
| Sebastián Ginóbili                     | Weber Bahía                            | 647                                    | Nicolás Casalánguida                   | Regatas (C)                            | 876                                    |

A una semana del comienzo del partido, la organización informó la baja de algunos participantes, a la par que también se conocieron sus reemplazantes. 
Facundo Campazzo, Marcos D'Elía y Selem Safar fueron seleccionados para representar a la Argentina en los Juegos Odesur y fueron reemplazados por Bruno Lábaque, Luis Cequeira y Alexis Elsener. Por otro lado, la organización decidió que Phillip Hopson refuerce al equipo de los extranjeros ya que ellos no contaban con ningún base natural. Además, ese mismo conjunto no contó con Will Graves, quien dejó de ser jugador de su equipo. Frente a la falta de Graves y el traspaso de Phillip Hopson, ambos equipos quedan con once jugadores, en lugar de los doce originales.
| Pos                                            | Jugador                                        | Equipo                                         | PJ               | VT               |
| Quinteto inicial                               | Quinteto inicial                               | Quinteto inicial                               | Quinteto inicial | Quinteto inicial |
| ---------------------------------------------- | ---------------------------------------------- | ---------------------------------------------- | ---------------- | ---------------- |
| B                                              | Bruno Lábaque                                  | Atenas                                         |                  | 237              |
| E                                              | P. Quinteros                                   | Regatas (C)                                    | 8                | 5.079            |
| A                                              | W. Herrman                                     | Atenas                                         |                  | 5.559            |
| AP                                             | Leo Gutiérrez                                  | Peñarol                                        | 14               | 4.557            |
| P                                              | Martín Leiva                                   | Peñarol                                        | 9                | 2.444            |
| Suplentes                                      |                                                |                                                |                  |                  |
| B                                              | Luis Cequeira                                  | Boca Juniors                                   |                  | 226              |
| E                                              | Diego García                                   | Libertad (S)                                   | 3                | 1.378            |
| A                                              | Adrián Boccia                                  | Peñarol                                        | 2                | 746              |
| A                                              | Alexis Elsener                                 | Atenas                                         |                  | 476              |
| AP                                             | D. Lo Grippo                                   | Libertad (S)                                   | 5                | 1.170            |
| P                                              | Diego Romero                                   | Quilmes                                        |                  | 898              |
| Entrenador: Nicolás Casalánguida (Regatas (C)) | Entrenador: Nicolás Casalánguida (Regatas (C)) | Entrenador: Nicolás Casalánguida (Regatas (C)) |                  | 2.903            |

| Pos                                          | Jugador                                      | Equipo                                       | PJ               | VT               |
| Quinteto inicial                             | Quinteto inicial                             | Quinteto inicial                             | Quinteto inicial | Quinteto inicial |
| -------------------------------------------- | -------------------------------------------- | -------------------------------------------- | ---------------- | ---------------- |
| B                                            | Phillip Hopson                               | Regatas (C)                                  |                  | 2.924            |
| E                                            | Walter Baxley                                | Quilmes                                      |                  | 6.913            |
| A                                            | Joshua Pittman                               | Sionista                                     | 7                | 6.189            |
| AP                                           | Ivory Clark                                  | Weber Bahía                                  |                  | 3.916            |
| P                                            | Robert Battle                                | Boca Juniors                                 | 5                | 4.962            |
| Suplentes                                    |                                              |                                              |                  |                  |
| E                                            | Isaac Sosa                                   | Peñarol                                      |                  | 1.451            |
| A                                            | Lorrenzo Wade                                | Lanús                                        |                  | 971              |
| AP                                           | Ricky Sánchez                                | Regatas (C)                                  |                  | 1.490            |
| AP                                           | Gary Flowers                                 | Boca Juniors                                 |                  | 1.140            |
| P                                            | Darren Phillip                               | Quimsa                                       | 2                | 1.153            |
| E                                            | Xavier Silas                                 | Quimsa                                       |                  | 964              |
| Entrenador: Sebastián Ginóbili (Weber Bahía) | Entrenador: Sebastián Ginóbili (Weber Bahía) | Entrenador: Sebastián Ginóbili (Weber Bahía) |                  | 1.736            |

| 3 Cequeira   | 4  |
| 13 Quinteros | 20 |
| 1 Herrmann   | 24 |
| 10 Gutiérrez | 7  |
| 11 Leiva     | 6  |
| Suplentes    |    |
| 7 Lábaque    | 15 |
| 5 García     | 13 |
| 32 Boccia    | 4  |
| 14 Elsener   | 2  |
| 27 Lo Grippo | 5  |
| 77 Romero    | 2  |

| 20        | Phillip Hopson 1 |
| 21        | Baxley 6 (MVP)   |
| 14        | Silas 13         |
| 9         | Clark Baxley 20  |
| 10        | Battle 23        |
| Suplentes |                  |
| 11        | Sosa 22          |
|           | Wade 31          |
| 15        | Sánchez 32       |
| 10        | Flowers 21       |
| 16        | Darren Phillip 7 |
|           | Pittman 4        |

| 13 de marzo de 2014 Juego de las Estrellas | Nacionales                                   | 102–126                                      | Extranjeros                                  | |  |
| 22:00 hs                                   | Parciales: 28 - 31, 19 - 32 28 - 26, 27 - 37 | Parciales: 28 - 31, 19 - 32 28 - 26, 27 - 37 | Parciales: 28 - 31, 19 - 32 28 - 26, 27 - 37 | |  |
|                                            | Estadísticas Walter Herrmann 24              | Reporte Pts                                  | Estadísticas 21 Ivory Clark Baxley           | Pabellón: Estadio Héctor Etchart Buenos Aires Asistencia: 3.000 espectadores Árbitros: Pablo Estévez Alejandro Chiti Fernando Sampietro |  |

## Torneo de triples
El Torneo de triples fue el vigésimo sexto torneo de este tipo desde que se disputó en 1998 el primero, en la primera edición del Juego de las Estrellas. Se disputó en un día, el 12 de marzo y el campeón defensor, Bruno Lábaque, logró consagrarse por segundo año consecutivo.  
Fuente: lnb.com.ar
Ronda de clasificación
| Pos | Jugador              | Equipo          | %     |
| --- | -------------------- | --------------- | ----- |
| E   | Isaac Sosa Clasif    | Peñarol         | 43,8% |
| AP  | Leo Gutierrez Clasif | Peñarol         | 41,6% |
| A   | Diego Cavaco         | Gimnasia Indalo | 40,9% |
| E   | Juan Rivero Clasif   | Estudiantes (C) | 40,9% |
| E   | Diego García         | Libertad (S)    | 40,1% |
| E   | Enzo Ruiz            | Sionista        | 38,7% |
| E   | Paolo Quinteros      | Regatas (C)     | 38%   |

Semifinales
| Pos | Jugador                   | Equipo          |
| --- | ------------------------- | --------------- |
| B   | Bruno Lábaque Clasif      | Atenas          |
| E   | Isaac Sosa                | Peñarol         |
| AP  | Leonardo Gutierrez        | Peñarol         |
| E   | Juan Manuel Rivero Clasif | Estudiantes (C) |

Final
| Pos | Jugador            | Equipo          | Puntos |
| --- | ------------------ | --------------- | ------ |
| B   | Bruno Lábaque C    | Atenas          | 15     |
| E   | Juan Manuel Rivero | Estudiantes (C) |        |

## Torneo de volcadas
El Torneo de volcadas Nadir fue el vigésimo sexto torneo de este tipo desde que se disputó en 1998 el primero, en la primera edición del Juego de las Estrellas. Se disputó en dos días, el 12 y 13 de marzo, y el campeón defensor era Tayavek Gallizi, jugador quilmeño.
En esta edición sucedió un evento único, se proclamaron dos campeones. Tras la primera fase, los cuatro semifinalistas se enfrentaron entre sí, donde tres de ellos empataron en puntos y se debió recurrir a un desempate. Tras varias rondas de desempate, quedaron en la final Rasheem Barret y el campeón defensor Tayavek Gallizi, quienes al no sacarse diferencia, el jurado los proclamó a ambos campeones.
Fuente: juegodelasestrellas.com.ar Archivado el 14 de marzo de 2014 en Wayback Machine.
Primer día
| Pos | Jugador               | Equipo                  |
| --- | --------------------- | ----------------------- |
| E   | Rasheem Barret Clasif | San Lorenzo (Chivilcoy) |
| E   | Walter Clay Baxley    | Quilmes                 |
| E   | Carlos Buemo          | Sionista                |
| P   | Lee Roberts Clasif    | Estudiantes (C)         |

Segundo día
| Pos | Jugador         | Equipo                  |
| --- | --------------- | ----------------------- |
| AP  | Tayavek Gallizi | Quilmes                 |
| E   | Rasheem Barret  | San Lorenzo (Chivilcoy) |
| P   | Lee Roberts     | Estudiantes (C)         |

Final
| Pos | Jugador         | Equipo                  |
| --- | --------------- | ----------------------- |
| AP  | Tayavek Gallizi | Quilmes                 |
| E   | Rasheem Barret  | San Lorenzo (Chivilcoy) |

## Carrera de habilidades
la Carrera de habilidades Kappa fue disputada por cuatro jugadores en dos etapas, la primera de clasificación y la segunda, la final. Esta fue la quinta edición desde que en el 2010 se implementaron, en el vigésimo segundo juego.
Luciano Massarelli, jugador de Ciclista Juninense se proclamó campeón tras vencer a Eduardo Gamboa por apenas 2,1 segundos.
Fuente: juegodelasestrellas.com.ar Archivado el 14 de marzo de 2014 en Wayback Machine.
Carrera
1. Entrada en bandeja
2. Dribbling en zig zag
3. Encestar en una estructura con pase directo
4. Encestar en una estructura con pique
5. Lanzamiento desde línea de tres
6. Encestar en una estructura con pase directo
7. Dribbling en zig zag
8. Bandeja, triple o volcada

Los puestos 2 y 7 tiene una penalidad de 5 segundos por cada obstáculo derribado
Eliminatorias
| Pos | Jugador                   | Equipo             |
| --- | ------------------------- | ------------------ |
| E   | Eduardo Gamboa Clasif     | Estudiantes (C)    |
| B   | Alejandro Konsztadt       | Obras              |
| E   | Luciano Massarelli Clasif | Ciclista Juninense |
| B   | Sebastián Orresta         | Lanús              |

Final
| Pos | Jugador              | Equipo             | Tiempo |
| --- | -------------------- | ------------------ | ------ |
| E   | Luciano Massarelli C | Ciclista Juninense | 24.2'  |
| E   | Eduardo Gamboa       | Estudiantes (C)    | 26.3'  |

## Tiro de las estrellas
El Tiro de las estrellas Open sports es una competencia en grupos que reúne a un jugador profesional junto con uno retirado y una jugadora de la Selección Femenina de Básquet de la Argentina. Se disputa desde el Juego 22 y esta fue su quinta edición.
En esta edición, además de los tres participantes usuales, también se sumó un jugador de la Selección Argentina de básquet en silla de rueda.
Fuente: juegodelasestrellas.com.ar Archivado el 14 de marzo de 2014 en Wayback Machine.
Primera ronda
| Pos                    | Jugador              | Equipo           | 1a  | 2a    | Promedio |
| ---------------------- | -------------------- | ---------------- | --- | ----- | -------- |
| Equipo negro           |                      |                  |     |       |          |
| B                      | Alejandro Montecchia | Leyenda          |     |       |          |
| AP                     | Pablo Barrios        | Libertad (S)     |     |       |          |
| E                      | Daniela Benvenuto    | Sunderland Club  |     |       |          |
| E                      | Gustavo Villafañe    | CILSA            |     |       |          |
| Equipo azul Clasif     |                      |                  |     |       |          |
| E                      | Héctor Campana       | Leyenda          | 52' | 59'   | 55'      |
| A                      | Adrián Boccia        | Peñarol          | 52' | 59'   | 55'      |
| B                      | Macarena Durso       | Vélez            | 52' | 59'   | 55'      |
| A                      | Fernando Ovejero     | CILSA            | 52' | 59'   | 55'      |
| Equipo amarillo Clasif |                      |                  |     |       |          |
| A                      | Esteban De la Fuente | Leyenda          | 31' | 1,02' | 47'      |
| A                      | Walter Herrmann      | Atenas           | 31' | 1,02' | 47'      |
| A                      | Luciana Zinna        | Dep. Berazategui | 31' | 1,02' | 47'      |
| B                      | Daniel Copa          | CILSA            | 31' | 1,02' | 47'      |

Final
| Equipo          | Puntaje |
| --------------- | ------- |
| Equipo azul C   | 30,6'   |
| Equipo amarillo |         |